# Жить (фильм, 1994)
«Жить» (кит. 活着, Huózhe) — китайский эпический фильм режиссёра Чжан Имоу, вышедший на экраны в 1994 году. Экранизация одноимённого романа Юй Хуа, в главных ролях задействованы Гэ Ю и Гун Ли.
Это первый китайский фильм, права на прокат за рубежом которого были проданы раньше, чем фильм вышел в отечественный прокат. Премьера ленты состоялась 18 мая 1994 года в рамках основной конкурсной программы Каннского кинофестиваля. Государственное управление радио, кино и телевидения Китая отказало фильму в прокате на материковом Китае в связи с критическим изображением политики коммунистического правительства в годы Культурной революции. Сейчас фильм без ограничений доступен в Китае в Интернете через различные платные потоковые веб-сайты. Кроме того, Чжан Имоу было запрещено снимать кино в течение двух лет.

## Сюжет
В фильме прослеживается история одной китайской семьи на протяжении нескольких десятилетий, с 1940-х до 1970-х годов. Сюй Фугуй — наследник некогда богатого и влиятельного рода. Страсть к игре в кости приводит его к полному разорению, жена Цзячжэнь уходит от него с двумя детьми, а сам он вынужден браться за любую работу. Спустя год семья восстанавливается, и Фугуй решает начать своё дело: он осваивает искусство театра теней и отправляется в гастроли по китайской глубинке. В ходе странствий он вместе с товарищами оказывается в эпицентре гражданской войны: его насильно «призывают» в гоминьдановскую армию, затем он попадает в плен к коммунистам, служит в Красной Армии и, наконец, возвращается домой в ранге заслуженного борца за революцию. На протяжении последующих лет Фугуй и Цзячжэнь переживают ряд личных потрясений и трагедий; события семейной истории показаны на фоне таких крупных событий общекитайской истории, как Культурная революция.

## В ролях
- Гэ Ю — Сюй Фугуй
- Гун Ли — Сюй Цзячжэнь
- Ню Бэнь — городской начальник
- Фэй Дэн — Сюй Юцин
- Го Тао — Чуншэн
- Лю Тяньчи — Сюй Фэнся
- Цзян У — Ван Эрси

## Награды и номинации
- 1994 — три приза Каннского кинофестиваля: Гран-при жюри, приз экуменического жюри (оба — Чжан Имоу), приз лучшему актёру (Гэ Ю).
- 1994 — попадание в десятку лучших зарубежных фильмов года по версии Национального совета кинокритиков США.
- 1995 — премия BAFTA за лучший неанглоязычный фильм (Чи Фушэн, Чжан Имоу).
- 1995 — номинация на премию «Золотой глобус» за лучший фильм на иностранном языке.